# Штефан Ільзанкер
Штефан Ільзанкер (нім. Stefan Ilsanker; нар. 18 травня 1989, Галлайн) — австрійський футболіст, півзахисник італійського «Дженоа» і національної збірної Австрії.
Дворазовий чемпіон Австрії. Дворазовий володар Кубка Австрії.

## Клубна кар'єра
Народився 18 травня 1989 року в місті Галлайн.
У дорослому футболі дебютував 2007 року виступами за другу команду клубу «Ред Булл», в якій провів три сезони, взявши участь у 76 матчах чемпіонату. Більшість часу, проведеного у складі другої команди «Ред Булла», був основним гравцем команди.
Протягом 2010—2012 років захищав кольори команди клубу «Маттерсбург».
Своєю грою за останню команду привернув увагу представників тренерського штабу головної команди «Ред Булла», до складу якої приєднався 2012 року. Відіграв за команду із Зальцбурга наступні три сезони своєї ігрової кар'єри. Граючи у складі «Ред Булла» також здебільшого виходив на поле в основному складі команди.
До складу клубу «РБ Лейпциг» приєднався 2015 року. Відтоді встиг відіграти за клуб з Лейпцига 105 матчів в національному чемпіонаті.
31 січня 2020 року Штефан підписав з «Айнтрахтом» контракт до 2022 року. У складі цієї команди став переможцем Ліги Європи УЄФА 2021/22.
Влітку 2022 року, після завершення контракту, залишив «Айнтрахт» і приєднався до італійського «Дженоа».

## Виступи за збірні
У складі юнацької збірної Австрії взяв участь у 18 іграх. У складі молодіжної збірної Австрії зіграв у 6 офіційних матчах.
У 2014 році дебютував в офіційних матчах у складі національної збірної Австрії. Був учасником двох континентальних першостей, Євро-2016 та Євро-2020, на яких був гравцем ротації національної команди.
| Дата       | Місто                  | Господарі            | Результат  | Гості                | Турнір                               | Голи | Примітки |
| ---------- | ---------------------- | -------------------- | ---------- | -------------------- | ------------------------------------ | ---- | -------- |
| 30-5-2014  | Інсбрук                | Австрія              | 1 – 1      | Ісландія             | товариський матч                     | -    | 58'      |
| 3-6-2014   | Оломоуць               | Чехія                | 1 – 2      | Австрія              | товариський матч                     | -    | 89'      |
| 9-10-2014  | Кишинів                | Молдова              | 1 – 2      | Австрія              | Відбір до ЧЄ 2016                    | -    | 86'      |
| 12-10-2014 | Відень                 | Австрія              | 1 – 0      | Чорногорія           | Відбір до ЧЄ 2016                    | -    | 77'      |
| 15-11-2014 | Відень                 | Австрія              | 1 – 0      | Росія                | Відбір до ЧЄ 2016                    | -    |          |
| 18-11-2014 | Відень                 | Австрія              | 1 – 2      | Бразилія             | товариський матч                     | -    |          |
| 31-3-2015  | Відень                 | Австрія              | 1 – 1      | Боснія і Герцеговина | товариський матч                     | -    | 46'      |
| 14-6-2015  | Москва                 | Росія                | 0 – 1      | Австрія              | Відбір до ЧЄ 2016                    | -    |          |
| 5-9-2015   | Відень                 | Австрія              | 1 – 0      | Молдова              | Відбір до ЧЄ 2016                    | -    | 90+2'    |
| 8-9-2015   | Стокгольм              | Швеція               | 1 – 4      | Австрія              | Відбір до ЧЄ 2016                    | -    | 84' 90'  |
| 12-10-2015 | Відень                 | Австрія              | 3 – 0      | Ліхтенштейн          | Відбір до ЧЄ 2016                    | -    | 71'      |
| 17-11-2015 | Відень                 | Австрія              | 1 – 2      | Швейцарія            | товариський матч                     | -    | 46'      |
| 26-3-2016  | Відень                 | Австрія              | 2 – 1      | Албанія              | товариський матч                     | -    | 76'      |
| 29-3-2016  | Відень                 | Австрія              | 1 – 2      | Туреччина            | товариський матч                     | -    | 86'      |
| 31-5-2016  | Клагенфурт-ам-Вертерзе | Австрія              | 2 – 1      | Мальта               | товариський матч                     | -    | 46'      |
| 4-6-2016   | Відень                 | Австрія              | 0 – 2      | Нідерланди           | товариський матч                     | -    | 90'      |
| 18-6-2016  | Париж                  | Португалія           | 0 – 0      | Австрія              | ЧЄ 2016 - 1-й етап                   | -    | 87'      |
| 22-6-2016  | Сен-Дені               | Ісландія             | 2 – 1      | Австрія              | ЧЄ 2016 - 1-й етап                   | -    | 46'      |
| 9-10-2016  | Белград                | Сербія               | 3 – 2      | Австрія              | Відбір до ЧС 2018                    | -    | 58' 77'  |
| 12-11-2016 | Відень                 | Австрія              | 0 – 1      | Ірландія             | Відбір до ЧС 2018                    | -    | 78'      |
| 15-11-2016 | Відень                 | Австрія              | 0 – 0      | Словаччина           | товариський матч                     | -    | 46'      |
| 24-3-2017  | Відень                 | Австрія              | 2 – 0      | Молдова              | Відбір до ЧС 2018                    | -    | 88'      |
| 28-3-2017  | Інсбрук                | Австрія              | 0 – 0      | Фінляндія            | товариський матч                     | -    | 81'      |
| 2-9-2017   | Кардіфф                | Уельс                | 1 – 0      | Австрія              | Відбір до ЧС 2018                    | -    |          |
| 5-9-2017   | Відень                 | Австрія              | 1 – 1      | Грузія               | Відбір до ЧС 2018                    | -    | 80'      |
| 6-10-2017  | Відень                 | Австрія              | 3 – 2      | Сербія               | Відбір до ЧС 2018                    | -    | 44'      |
| 23-3-2018  | Клагенфурт-ам-Вертерзе | Австрія              | 3 – 0      | Словенія             | товариський матч                     | -    |          |
| 30-5-2018  | Інсбрук                | Австрія              | 1 – 0      | Росія                | товариський матч                     | -    |          |
| 2-6-2018   | Клагенфурт-ам-Вертерзе | Австрія              | 2 – 1      | Німеччина            | товариський матч                     | -    | 79'      |
| 6-9-2018   | Відень                 | Австрія              | 2 – 0      | Швеція               | товариський матч                     | -    |          |
| 11-9-2018  | Зениця                 | Боснія і Герцеговина | 1 – 0      | Австрія              | Ліга націй УЄФА 2018-2019 - 1-й етап | -    | 86'      |
| 12-10-2018 | Відень                 | Австрія              | 1 – 0      | Північна Ірландія    | Ліга націй УЄФА 2018-2019 - 1-й етап | -    |          |
| 16-10-2018 | Гернінг                | Данія                | 2 – 0      | Австрія              | товариський матч                     | -    | 37'      |
| 18-11-2018 | Белфаст                | Північна Ірландія    | 1 – 2      | Австрія              | Ліга націй УЄФА 2018-2019 - 1-й етап | -    | 46'      |
| 7-6-2019   | Відень                 | Австрія              | 1 – 0      | Словенія             | Відбір до ЧЄ 2020                    | -    | 82'      |
| 10-6-2019  | Скоп'є                 | Північна Македонія   | 1 – 4      | Австрія              | Відбір до ЧЄ 2020                    | 1    |          |
| 6-9-2019   | Зальцбург              | Австрія              | 6 – 0      | Латвія               | Відбір до ЧЄ 2020                    | -    | 75'      |
| 9-9-2019   | Варшава                | Польща               | 0 – 0      | Австрія              | Відбір до ЧЄ 2020                    | -    | 77'      |
| 10-10-2019 | Відень                 | Австрія              | 3 – 1      | Ізраїль              | Відбір до ЧЄ 2020                    | -    |          |
| 13-10-2019 | Любляна                | Словенія             | 0 – 1      | Австрія              | Відбір до ЧЄ 2020                    | -    |          |
| 16-11-2019 | Відень                 | Австрія              | 2 – 1      | Північна Македонія   | Відбір до ЧЄ 2020                    | -    | 90'      |
| 19-11-2019 | Рига                   | Латвія               | 1 – 0      | Австрія              | Відбір до ЧЄ 2020                    | -    | 55' 77'  |
| 4-9-2020   | Осло                   | Норвегія             | 1 – 2      | Австрія              | Ліга націй УЄФА 2020-2021 - 1-й етап | -    |          |
| 7-10-2020  | Клагенфурт-ам-Вертерзе | Австрія              | 2 – 1      | Греція               | товариський матч                     | -    |          |
| 11-10-2020 | Белфаст                | Північна Ірландія    | 0 – 1      | Австрія              | Ліга націй УЄФА 2020-2021 - 1-й етап | -    |          |
| 14-10-2020 | Плоєшті                | Румунія              | 0 – 1      | Австрія              | Ліга націй УЄФА 2020-2021 - 1-й етап | -    |          |
| 15-11-2020 | Відень                 | Австрія              | 2 – 1      | Північна Ірландія    | Ліга націй УЄФА 2020-2021 - 1-й етап | -    |          |
| 18-11-2020 | Відень                 | Австрія              | 1 – 1      | Норвегія             | Ліга націй УЄФА 2020-2021 - 1-й етап | -    | 17' 81'  |
| 25-3-2021  | Глазго                 | Шотландія            | 2 – 2      | Австрія              | Відбір до ЧС 2022                    | -    | 90+1'    |
| 31-3-2021  | Відень                 | Австрія              | 0 – 4      | Данія                | Відбір до ЧС 2022                    | -    | 65'      |
| 6-6-2021   | Відень                 | Австрія              | 0 – 0      | Словаччина           | товариський матч                     | -    | 54'      |
| 13-6-2021  | Бухарест               | Австрія              | 3 – 1      | Північна Македонія   | ЧЄ 2020 - 1-й етап                   | -    | 90+4'    |
| 21-6-2021  | Бухарест               | Україна              | 0 – 1      | Австрія              | ЧЄ 2020 - 1-й етап                   | -    | 72'      |
| 26-6-2021  | Лондон                 | Італія               | 2 – 1 д.ч. | Австрія              | ЧЄ 2020 - 1/8 фіналу                 | -    | 114'     |
| 1-9-2021   | Кишинів                | Молдова              | 0 – 2      | Австрія              | Відбір до ЧС 2022                    | -    | 82'      |
| 4-9-2021   | Хайфа                  | Ізраїль              | 5 – 2      | Австрія              | Відбір до ЧС 2022                    | -    | 79'      |
| 7-9-2021   | Відень                 | Австрія              | 0 – 1      | Шотландія            | Відбір до ЧС 2022                    | -    | 56'      |
| 9-10-2021  | Торсгавн               | Фарерські острови    | 0 – 2      | Австрія              | Відбір до ЧС 2022                    | -    |          |
| 12-10-2021 | Копенгаген             | Данія                | 1 – 0      | Австрія              | Відбір до ЧС 2022                    | -    | 72'      |
| 15-11-2021 | Клагенфурт-ам-Вертерзе | Австрія              | 4 – 1      | Молдова              | Відбір до ЧС 2022                    | -    | 72'      |
| 29-3-2022  | Відень                 | Австрія              | 2 – 2      | Шотландія            | товариський матч                     | -    | 74'      |
| Усього     |                        | Матчів               | 61         |                      | Голів                                | 0    |          |

## Титули і досягнення
- Чемпіон Австрії (2):

«Ред Булл»: 2013–14, 2014–15
- Володар Кубка Австрії (2):

«Ред Булл»: 2013–14, 2014–15
- Володар Ліги Європи УЄФА (1):

«Айнтрахт»: 2021–22